# Quentin H. Gibson
Quentin Howieson Gibson (* 9. Dezember 1918 in Aberdeen, Schottland; † 16. März 2011 in Hanover, New Hampshire) war ein britisch-amerikanischer Biochemiker an der Cornell University.

## Leben und Wirken
Gibson erwarb an der Queen’s University Belfast 1944 einen M.D. als Abschluss des Medizinstudiums und 1946 einen Ph.D. bei Douglas Creese Harrison. Gibson war ab 1947 Dozent und ab 1957 in der Nachfolge von Hans Adolf Krebs Professor für Biochemie an der University of Sheffield, bevor er 1963 an der University of Pennsylvania eine Professur für Physiologie und Biophysik erhielt. Ab 1966 war Gibson Professor an der Cornell University. 1982 erhielt er die US-Staatsbürgerschaft. Nach seiner Emeritierung 1996 war er noch bis 2009 wissenschaftlich an der Rice University und an der University of Massachusetts Medical School in Worcester tätig. Von 1975 bis 1994 war er Mitherausgeber des Journal of Biological Chemistry.
Gibson entwickelte Geräte zur Stopped-Flow-Methode und zur Blitzphotolyse (englisch flash photolysis), mit denen die Kinetik der Liganden von Hämoglobin und Methämoglobin gemessen werden konnte. Er trug so zur Aufklärung der Pathogenese der Methämoglobinämie bei. Weitere Arbeiten befassten sich mit der Aufnahme kleiner Aminosäuren im Dünndarm und im Nierentubulus, ihrer Stereoselektivität und Energieabhängigkeit.
Laut Datenbank Scopus, die Zitationen überwiegend erst aus der Zeit nach den 1970er Jahren erfasst, hat Gibson einen h-Index von 56 (Stand Februar 2022).
Quentin Gibson war mit Jane Gibson (geb. Pinsent; 1924–2008) verheiratet, einer Mikrobiologin. Das Paar hatte vier Kinder.

## Auszeichnungen (Auswahl)
- 1969 Mitglied der Royal Society
- 1971 Mitglied der American Academy of Arts and Sciences[2]
- 1982 Mitglied der National Academy of Sciences[3]
- 2011 Ehrendoktorat der University of Sheffield